# راستیلا
راستیلا (به فنلاندی: Rastila) یک منطقهٔ مسکونی در فنلاند است که در هلسینکی واقع شده‌است. راستیلا ۱٫۰۹ کیلومتر مربع مساحت و ۴٬۲۱۲ نفر جمعیت دارد.